# Elioterapia
L'elioterapia (dal greco ἥλιος "sole" e ϑεραπεία "cura") è la cura del sole, ottenuta per fini terapeutici attraverso l'esposizione diretta del corpo, o di sue parti, ai raggi solari. In passato era particolarmente utilizzata contro le affezioni della pelle e contro la tubercolosi polmonare. Soprattutto nei primi anni del Novecento vennero allestiti appositi sanatori (soprattutto in ambieni montani) nei quali il paziente poteva sottoporsi a sedute di bagni di sole. Ebbero particolare successo le colonie elioterapiche che, in Italia, ebbero massima diffusione durante l'amministrazione fascista.
Presente già dai tempi degli antichi romani come pratica puramente empirica, durante il Rinascimento l'elioterapia assurse a pratica scientifica che studiava l'azione battericida dei raggi solari per combattere diverse patologie: nel 1769 il biologo Lazzaro Spallanzani (1729-1799) aveva messo in relazione l'azione battericida del sole sugli esseri viventi; nel 1815 il medico Chauvin usava prescrivere trattamenti elioterapici per combattere le affezioni debilitanti; lo svizzero Arnold Rikli istituì a Bled, oggi in Slovenia, il primo centro elioterapico; seguirono poi le cure del dottor Tito Vanzetti contro le artriti croniche e le osteoperiostiti tubercolari. Infine nel 1893 il medico danese Niels Ryberg Finsen concentrò i propri studi sulle caratteristiche battericide della luce.